# Ormoy-lès-Sexfontaines
Ormoy-lès-Sexfontaines är en by och kommun i departementet Haute-Marne i regionen Grand Est (tidigare regionen Champagne-Ardenne) i nordöstra Frankrike. Kommunen ligger i kantonen Vignory som tillhör arrondissementet Chaumont. År 2022 hade Ormoy-lès-Sexfontaines 40 invånare.
Ormoy-lès-Sexfontaines nämns för första gången i ett dokument från år 721. Byn har en kyrka invigd åt Jungfru Maria.

## Befolkningsutveckling
Antalet invånare i kommunen Ormoy-lès-Sexfontaines
| Referens: INSEE |